# 威廉·亨利·哈德森
威廉·亨利·哈德森（William Henry Hudson；1841年8月4日—1922年8月18日），阿根廷名吉列尔莫·恩里克·哈德森（Guillermo Enrique Hudson），是一位英格兰-阿根廷作家、博物学家和鸟类学家。

## 生平
哈德森是丹尼尔·哈德森和他的妻子凯瑟琳的儿子，父母是移民至阿根廷的美国人，有英格兰和爱尔兰血统。故居位于今大布宜诺斯艾利斯南部。
1846年，这家人在更南边的查斯科穆斯开了一家杂货店，附近环境优美，小哈德森开始研究当地的动植物。
哈德森于1874年移居英国，在贝斯沃特的圣卢克路（St Luke's Road）定居，在那里他度过了一生的大部分时间。1876年，他在伦敦肯辛顿与他的房东、前歌手艾米莉·温格雷夫（Emily Wingrave）结婚。她比哈德逊大11岁，出生于1829年12月22日。这对夫妇没有后代。1900年7月4日，哈德森自然归化为英国公民。
哈德森在1889年结识乔治·吉辛，直到后者逝世为止他们一直保持着联系，探讨文学和科学问题。
1911年，艾米莉因病搬到了苏塞克斯的沃辛。此后，哈德森“出于自身健康的原因”与她分居。尽管从他们的信件中可以清楚地看出，哈德森仍经常去看她且保持着亲密的关系。
哈德森于1922年8月18日在圣卢克路40号的家中去世，并于1922年8月22日被安葬在沃辛的布罗德沃特和沃辛公墓（Broadwater and Worthing Cemetery），他的妻子在1921年初去世。 
哈德森留下了价值 8225 英镑的遗产，他的执行人是出版商欧内斯特·贝尔（Ernest Bell）和记者温纳德·胡珀（Wynnard Hooper）。 

## 作品
他进行了大量鸟类学研究，出版了《阿根廷鸟类学》（Argentine Ornithology；1888-1899）和《英国鸟类》（British Birds；1895）等作品，后来又写了不少关于英格兰乡村生活的书，如《汉普郡的日子》（Hampshire Days；1903）等。
哈德森最著名的小说是《绿色寓所》（Green Mansions；1904），他的纪实作品《Far Away and Long Ago》（1918）在1978年翻拍为同名电影。

## 科学观点
哈德逊是拉馬克主義的倡导者，批判达尔文主义并为活力論辩护，受塞缪尔·巴特勒的著作影响较大。他是英国皇家鸟类保护协会的早期成员。